# Bladhøns
Bladhøns (Jacanidae) er en familie af mågevadefugle.

## Arter
- Microparra
  - Bladhøne, Microparra capensis
- Actophilornis
  - Afrikansk bladhøne, Actophilornis africana
  - Madagaskarbladhøne, Actophilornis albinucha
- Irediparra
  - Kambladhøne, Irediparra gallinacea
- Hydrophasianus
  - Fasanbladhøne, Hydrophasianus chirurgus
- Metopidius
  - Bronzevinget bladhøne, Metopidius indicus
- Jacana
  - Nordlig jacana, Jacana spinosa
  - Jacana, Jacana jacana